# 祖霊
祖霊（それい）とは、先祖（家族または親族の祖先）の霊魂である。英語（事実上の現代国際共通語）では "ancestor spirits （日本語音写例：アンセスター スピリッツ）" などという。この概念の下では、係る霊魂に正邪・善悪の区別は無く、子孫を祟る祖霊も、子孫をこそ祟る祖霊も、過ちを犯した子孫に制裁を加える祖霊（例：サン人）も、広く世界には珍しくない。
しかしこれとは別に、古来日本で「ミオヤノタマ」「ミオヤノミタマ」［構成|日本語古語：御祖ミオヤ + …の + 霊タマ（御霊ミタマ）］と呼びならわしてきた祖霊の概念では、子孫に害悪をもたらす祖霊はあり得ず、先祖の霊魂のうち、守護神的属性を帯びていると見なされるもののみを指す。古来中国の概念も日本のものに近い。
祖霊という概念が成立している社会において、その概念は、災禍をもたらす懲罰的なものと、恩恵ある守護的なものに大別でき、アフリカ諸社会の祖霊は前者の、東アジア諸社会の祖霊は後者の傾向が強い。
現代の創作作品の多くで、先祖の霊に祟られる物語や世界観が見られるが、上述した広義の祖霊の概念の反映と考えられ、少なくとも東アジア古来の概念とは異なる。翻って言えば、このような害悪をもたらす祖霊を指す語として、日本語「祖霊（それい）」は（広義と捉えることで）問題無いとしても、「みおやのたま/みおやのみたま（祖霊）」を当てるのを適切とは言い難い。

## 概要
祖霊とは死者の霊のうち、死霊とはならず、死後の世界へ旅立った精霊（しょうりょう・しょうろう）のうち、直系の子孫が居るもの。
柳田國男は、傍系の子孫や縁故者が弔いをされるものなどが祖霊と呼ばれているとした。
柳田國男は、神道の死生観では、人は死後、インドの仏教のように転生したり、日本の仏教のように地獄や極楽へ行ったり、キリスト教のような遠い死者の世界に行ったりするのではなく、生者の世界のすぐ近く（山中や海上の他界）にいて、お盆や正月に子孫の元に帰ってくると考える、と解釈した。

## 家系と祖霊
祖先の霊から共同体の神へ
精霊は祖霊にさらに神に昇化するとする考え方もあり、そのような祖霊は祖神（そじん）や氏神（うじがみ）として氏族や集落などの共同体で祀られることになる。沖縄地方では7代で神になるとされていた。
弔うことによりすべての霊は御霊となる
柳田國男は、日本の民間信仰（古神道）では、死んでから一定年数以内の供養の対象となる霊は「死霊」と呼び、祖霊と区別する。死霊は供養を重ねるごとに個性を失い、死後一定年数（50年、33年、30年など地域により異なる）後に行われる「祀り上げ」によって、完全に個性を失って祖霊の一部となる、とする。
家系による祖霊崇拝の在り方
祖先の霊を祀るために墓所や縁故の場所に小祠を設けたものを霊社、祖先の代々を合せた霊社を祖霊社と言った。その崇祀は子孫に限られ、他者を排する傾向があった。伊勢神宮の古代の私幣禁断には皇室の祖霊を祀る場所としての排他の論理があるという。